# Tropico 5
Tropico 5 (с англ. — «Тро́пико 5») — компьютерная игра в жанре экономическая стратегия, градостроительный симулятор из серии Tropico, разработанная болгарской студией Haemimont Games и издаваемая немецкой фирмой Kalypso Media. Игра вышла 23 мая 2014 года для персональных компьютеров. Версия для России выпускается компанией Бука. Игра полностью переведена на русский язык.
Впервые в серии Tropico в игре доступен кооперативный и многопользовательский режим от двух до четырёх игроков. Игроки могут строить города на одном острове, сотрудничать друг с другом или воевать.

## Игровой процесс
В Tropico 5 есть ряд отличий от предыдущих игр серии, в частности, возможность перехода в новую эпоху при выполнении ряда определённых требований: например, написав конституцию Тропико. В Tropico 5 доступно 4 разных эпохи: Колониальной эпоха, Эпоха мировых войн, Эпоха холодной войны и Настоящее время. Все эпохи продолжаюися с XIX века по XXI век.В колониальной эпохе Эль Президенте был дан мандат, который нужно продлевать, выполняя различные задания. Также Эль Президенте теперь имеет свою династию, которая правит на острове. Были переработаны механики торговли, исследований, строительства, и разведки. Добавлен мультиплеер, в котором игроки могут как поддерживать дипломатические отношения, например, делясь ресурсами, образованными гражданами и деньгами, так и конкурировать и даже объявлять войну друг другу.
По словам продюсера игры, Tropico 5 сделана гораздо интереснее своих предшественников. Граждане являются главным ресурсом острова, и чтобы выращивать свою островную империю, игроки должны делать их счастливыми. Из-за потребностей 10 различных внутриигровых фракций то, что делает счастливым одного человека, может быть разочарованием для другого. Их преданность может измениться в зависимости от того, какой политический курс выбирает правительство, или того, какие здания оно строит. Из-за издаваемых указов и других изменений, счастье некоторых фракций может падать или расти.

### Кампания
В базовой версии игры Tropico 5 представлено 15 миссий, разделенных на две части. В обеих частях игрок проходит через все четыре эпохи, выполняя различные задания с одной финальной целью для каждой миссии.
В первой части игры Тропико должна провозгласить независимость от Короны, которая является аллюзией на Британскую империю. Также игрок знакомится с главным антагонистом кампании - Леоном Кейном, лидером Ордена. После того как остров обретает независимость (тем самым завершая Колониальную эпоху), игрок, играющий за Эль Президенте, должен выиграть три пари у президента США, чтобы подружиться с ним; в то же время необходимо постоянно платить Короне налог на недвижимость. В следующей миссии остров должен создать и содержать большую армию, чтобы отразить готовящееся вторжение. Как только вторжение будет отражено, игрок должен накопить большую сумму на своем счете в Швейцарском банке, чтобы купить Швейцарию и доставить доктора Цвайштайна на остров. Далее демонстрируется механика туризма, в которой игроку предстоит оплачивать услуги Ордена и в то же время пытаться доставить на остров достаточное количество туристов. В следующей миссии игрок должен устроить ядерную программу, чтобы избежать третьей мировой войны. Затем остров должен производить и экспортировать уран для Ордена, одновременно останавливая протесты и участившиеся забастовки активистов.
В конце этой миссии раскрывается план Кейна: он решил использовать уран для создания достаточного количества ядерных ракет и начать атаку на весь мир, уничтожив большую часть населения, а затем перезапустить его с небольшим количеством выживших, отобранных Орденом. Игрок должен заработать достаточно очков исследований, чтобы построить машину времени (благодаря Цвайштайну) и отправиться в прошлое, тем самым начав вторую часть и предотвратив ядерную войну.
Во второй части Tropico предстоит добывать и экспортировать золото королю пиратов, чтобы освободить сына короля для получения короны, при этом постоянно сталкиваясь с нападениями пиратов. В следующей миссии игроку предстоит экспортировать королю продовольствие. После этого остров должен накопить достаточно большое состояние, чтобы стать самой богатой страной в Карибском бассейне. Во второй миссии на военную тематику игроку предстоит собрать большую армию, но не для защиты, а для вторжения на остров Кайо-де-Фортуна. Прежде чем Кейн успеет начать ядерную войну, будет обнаружено его местоположение, и игроку предстоит выполнить ряд заданий, которые помогут его убить. После этого Тропико должна экспортировать ресурсы, для распада СССР, а затем объединить все современные сверхдержавы и справиться с постоянными военными угрозами, что завершает кампанию.

### Песочница
В режиме песочницы игрок может выбрать уже готовый или процедурно сгенерированный остров. Игрок может также выбрать любую эпоху, или начать со стартовой. Каждая эпоха длится бесконечно, но игрок может перейти на следующую по своему желанию. Также доступен режим с бесконечными деньгами.

## Маркетинг и релиз
17 апреля 2014 года Tropico 5 была доступна для предварительной покупки в Steam.
Игра была запрещена в Таиланде Национальным советом мира и порядка. Правительство страны заявило, что сюжетная линия игры «может повлиять на мир и порядок в стране». Полный выпуск игры, включающий все выпущенное загружаемое содержимое и пакеты расширения (Espionage и Waterborne), был выпущен в цифровом формате 29 января 2016 года.
Также игроки обнаружили, что у ванильных игр есть рабочие модели внутри игры, которые позже продаются и «разблокировываются» в DLC.

## Критика
| Сводный рейтинг       | Сводный рейтинг                        |
| Агрегатор             | Оценка                                 |
| --------------------- | -------------------------------------- |
| GameRankings          | (PC) 75,37 % (PS4) 76,25 %             |
| Metacritic            | (PS4) 76/100 (PC) 75/100 (X360) 71/100 |
| Иноязычные издания    |                                        |
| Издание               | Оценка                                 |
| Eurogamer             | 7/10                                   |
| Game Informer         | 8,5/10                                 |
| GameSpot              | 8/10                                   |
| GamesRadar+           | [ 18 ]                                 |
| IGN                   | 7,2/10                                 |
| Joystiq               | 78/100                                 |
| PC Gamer (UK)         | 78/100                                 |
| Polygon               | 6,5/10                                 |
| Русскоязычные издания |                                        |
| Издание               | Оценка                                 |
| 3DNews                | 7/10                                   |
| «Игромания»           | 6/10                                   |
| «Канобу»              | 7/10                                   |

Tropico 5 получила в основном положительные отзывы от критиков. GameRankings и Metacritic дали игре 75,37 % на основе 35 обзоров и 75/100 на основе 51 отзыва, соответственно.
Издание Игромания в рецензии на игру отметило, что Tropico 5 «сохраняет прежнюю формулу», меняясь крайне неохотно, несмотря на заявленные нововведения. Разделение на исторические эпохи рецензент назвал косметическим: технологии открываются искусственно, а экономика требует постоянной перестройки. Отдельно была раскритикована упрощённая внутриигровая статистика, исчезновение тюрьмы и навыков у персонажей, а также удаление министерств. Тем не менее, положительно были оценены нововведения вроде управленцев, скрытых ролей и улучшенного зонирования полей, влияющего на стратегическое размещение зданий.
3DNews также указали на поверхностный характер изменений: эпохи не влияют на механику глубоко, а экономическая и политическая модель практически не изменилась. При этом были похвалены более выразительный сюжет и интерфейс, а также мультиплеер, впервые появившийся в серии.
Канобу пришло к выводу, что серия пребывает в застое: Tropico 5 мало отличается от предшественниц, а эпохи играют скорее декоративную роль. Сюжетная кампания показалась затянутой, а мультиплеер — мало востребованным. Настоящую ценность, по мнению рецензента, сохраняет только режим песочницы и фирменный юмор.
Летом 2018 года, благодаря уязвимости в защите Steam Web API, стало известно, что точное количество пользователей сервиса Steam, которые играли в игру хотя бы один раз, составляет 1 718 552 человека.